# (11333) Forman
(11333) Forman est un astéroïde de la ceinture principale.

## Description
(11333) Forman est un astéroïde de la ceinture principale. Il fut découvert le 20 avril 1996 à l'Observatoire d'Ondřejov par Petr Pravec et Lenka Šarounová. Il présente une orbite caractérisée par un demi-grand axe de 2,43 UA, une excentricité de 0,20 et une inclinaison de 5,0° par rapport à l'écliptique.

## Compléments